# Scybalista canalis
Scybalista canalis là một loài bướm đêm trong họ Crambidae.